# 眉丈文庫
眉丈文庫（びじょうぶんこ）は、富山県高岡市大町13-3にある私立図書館である。一般財団法人眉丈文庫により運営されている。

## 概要
1926年（大正15年）に財団法人設立申請を行い、翌1927年（昭和2年）に文部大臣に許可を受けた。2011年（平成23年）3月1日には、一般財団法人に移行した。
小説、実用書、児童書を中心とした蔵書となっており、貸し出しにも応じている。貸し出しにはブラウン方式を採用している。
開館時間は10時から17時まで、日曜日、月曜日、祝日、盆は休館。

## 交通アクセス
駐車場は3台分しかないため、公共交通機関を利用したアクセスが便利である。高岡駅からは徒歩21分、万葉線の急患医療センター前停留場からは徒歩9分でアクセスが可能。